# Bethany, Missouri
Bethany är administrativ huvudort i Harrison County i Missouri. Orten har fått sitt namn efter Betania. Det ursprungliga namnet var Dallas och det förlorande motförslaget i omröstningen om namnbyte till Bethany var Carthage.